# Gliese 15 Ab
Gliese 15 Ab (označovaná též jako GJ 15Ab či Groombridge 34 Ab) je blízká exoplaneta, která se nachází zhruba 11 světelných let od Země v souhvězdí Andromedy. Je součástí dvojhvězdy Gliese 15, která se někdy nazývá Groombridge 34, v němž obíhá okolo červeného trpaslíka Gliese 15 A (GJ 15 A), jenž tvoří gravitačně vázanou dvojici s hvězdou Gliese 15 B. 

## Objev a charakteristika
Planeta byla objevena v srpnu 2014 pomocí spektrografů na Keckových dalekohledech metodou měření radiálních rychlostí. Jde o takzvanou superzemi, neboť má hmotnost zhruba trojnásobnou oproti Zemi (původní odhady uváděly asi 5násobek, ale novější analýzy hmotnost upřesnily na zhruba 3–4 hmotnosti Země). Přesná hodnota se stále zpřesňuje dalšími pozorováními, a to zejména díky modernějším spektrografům, jako je HARPS a CARMENES, které dokážou detekovat i jemné změny v radiálních rychlostech mateřské hvězdy.

## Oběžná dráha a prostředí
Planeta se nachází velmi blízko svého slunce – ve vzdálenosti přibližně 0,07 AU. Tato vzdálenost způsobuje krátkou oběžnou dobu přibližně 11,4 dne. Excentricita oběžné dráhy se pohybuje kolem 0,1–0,12, což znamená, že dráha je mírně eliptická, ale nijak extrémně. Vzhledem k blízkosti hvězdy je planeta intenzivně ozářena a velmi pravděpodobně žhavá a neobyvatelná. Povrchové podmínky jsou tak vzdálené pozemskému standardu, a proto není GJ 15Ab považována za vhodného kandidáta pro podporu života, jak jej známe.

## Systém a budoucí výzkum
Hvězda Gliese 15 A je chladný červený trpaslík spektrální třídy M, který je díky své blízkosti častým cílem pozorování. Systém GJ 15 A se v posledních letech stal předmětem intenzivního zkoumání s cílem upřesnit parametry GJ 15 Ab a prověřit potenciální existenci dalších planet. Některé studie naznačily i možnou přítomnost dalšího tělesa (označovaného GJ 15 A c), avšak jeho existence zatím zůstává nejasná, nebo byla novějšími daty zpochybněna.
Další pozorování a zdokonalené metody měření by měly v budoucnu přinést upřesnění parametrů planety, možné potvrzení či vyvrácení dalších kandidátů a lepší pochopení dynamiky tohoto blízkého hvězdného systému.